# Xã Monroe, Quận Daviess, Missouri
Xã Monroe (tiếng Anh: Monroe Township) là một xã thuộc quận Daviess, tiểu bang Missouri, Hoa Kỳ. Năm 2010, dân số của xã này là 153 người.